# Rob Edwards
Robert Owen Edwards (* 25. prosince 1982 Telford) je velšský fotbalový trenér, který vede anglický klub Luton Town FC, a bývalý profesionální fotbalista, který hrával na pozici středního obránce. Svou hráčkou kariéru ukončil v roce 2013 v anglickém Barnsley. Mezi lety 2003 a 2006 odehrál také 13 utkání v dresu velšské reprezentace.

## Hráčská kariéra

### Klubová kariéra
Edwards začal svou kariéru v Aston Ville, v jejímž dresu debutoval v roce 2002 v Premier League. Po hostováních v Crystal Palace a Derby County a poté, co se nedokázal naplno prosadit do A-týmu Villans se v roce 2004 přesunul do rivalského Wolverhamptonu Wanderers. V dresu Wolves strávil čtyři sezony v Championship a klub po 100 odehraných ligových zápasech v létě 2008 opustil.
Následně pomohl Blackpoolu i Norwichi k postupu do Premier League a v roce 2013 se přesunul zpátky do Championship, kde působil působil v dresu Barnsley, než v roce 2013 kvůli zranění ukončil kariéru.

### Reprezentační kariéra
V dresu velšské reprezentace debutoval v roce 2003 a odehrál dohromady 15 reprezentačních utkání.

## Trenérská kariéra
Dne 11. října 2013 Edwards ukončil ve svých 30 letech profesionální fotbalovou kariéru a následně se stal trenérem v akademii Wolverhamptonu Wanderers. V létě 2015 se stal asistentem trenéra Kennyho Jacketta a následně i Waltera Zengy. Po propuštění Zengy vedl Edwards 29. října 2016 Wolves v zápase proti Blackburnu Rovers jako dočasný trenér. Poté se stal asistentem nového trenéra Paula Lamberta.
Dne 28. června 2017 byl Edwards jmenován novým manažerem klubu AFC Telford United. Edwards tým z šesté anglické ligy vedl jeden rok a následně po vzájemné dohodě odešel.
Edwards byl 20. července 2018 jmenován hlavním trenérem týmu Wolverhampton Wanderers do 23 let. V říjnu 2019 Edwards opustil Wolves a nastoupil na vysokou pozici v The Football Association.
Dne 27. května 2021 byl Edwards jmenován hlavním trenérem týmu Forest Green Rovers ve čtvrté anglické lize. 23. dubna 2022 Forest Green remizoval 0:0 na hřišti Bristol Rovers a získaný bod tak zajistil klubu poprvé v jeho historii postup do League One. 11. května opustil klub poté, co začal jednání s druholigovým Watfordem.
Dne 11. května 2022 byl Edwards oznámen jako nový hlavní trenér Watfordu, který po skončení sezony 2021/22 propustil Roye Hodgsona. 26. září 2022 byl Edwards propuštěn z funkce hlavního trenéra poté, co vyhrál jen tři z deseti ligových zápasů a Watford opustil na průběžném 10. místě.
Dne 17. listopadu 2022 se Edwards stal hlavním trenérem druholigového Lutonu Town. Ve své první sezóně v klubu senzačně dovedl Luton do Premier League přes play-off. Ve finále Luton porazil Coventry City.